# 11169 Alkon
11169 Alkon eller 1998 FW33 är en asteroid i huvudbältet som upptäcktes den 20 mars 1998 av LINEAR i Socorro County, New Mexico. Den är uppkallad efter Andy L. Alkon.
Asteroiden har en diameter på ungefär 4 kilometer.